# 東鹿越駅
東鹿越駅（ひがししかごええき）は、北海道空知郡南富良野町字東鹿越にあった北海道旅客鉄道（JR北海道）・日本貨物鉄道（JR貨物）根室本線の駅（廃駅）である。JR北海道の駅番号はT35。事務管理コードは▲110406。

## 歴史

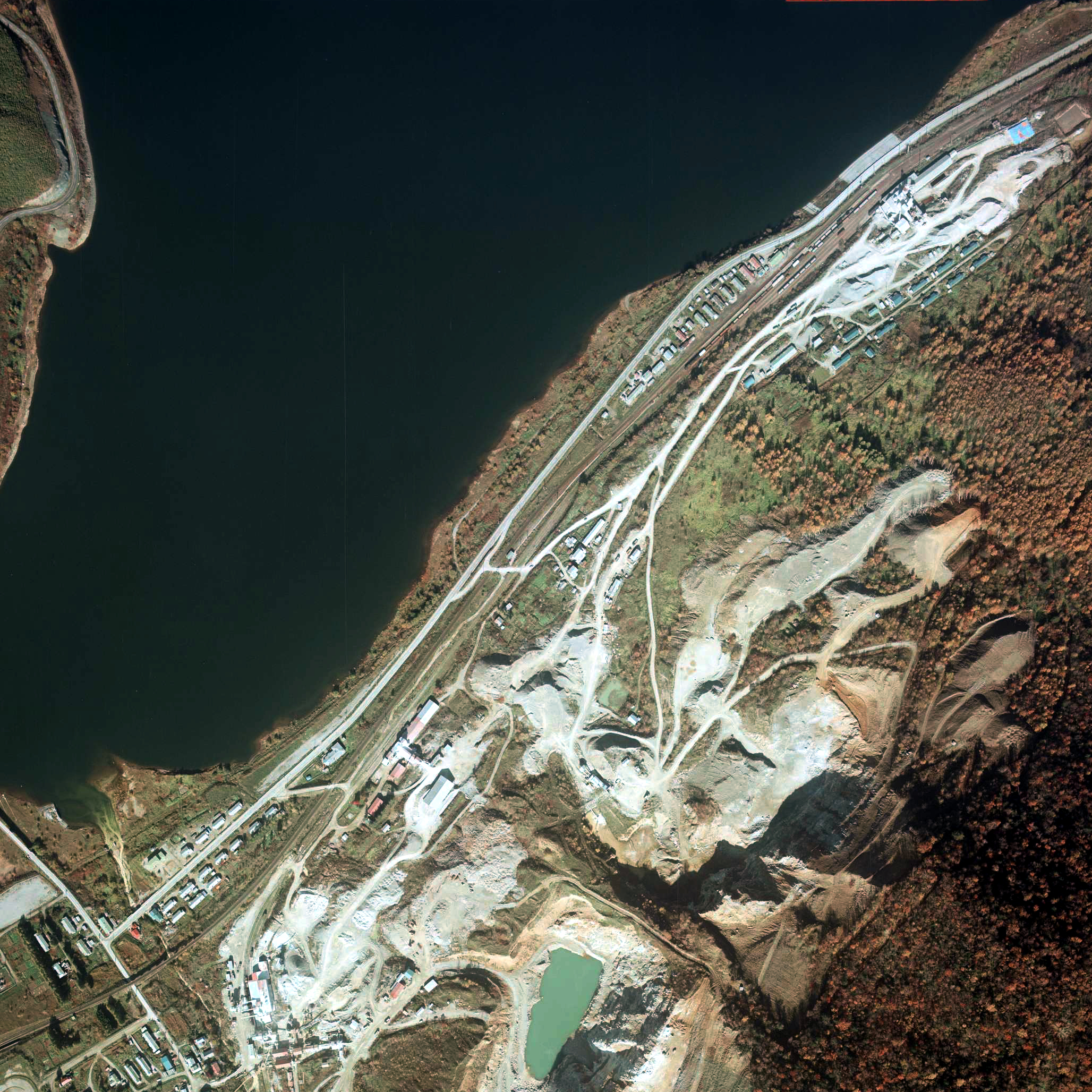
1977年の東鹿越駅と石灰鉱山専用線、周囲約1.5km範囲。右上が新得方面。当駅構内は右上方に見える。左下のかなやま湖畔近くに旧線跡が残っている。駅裏の積込設備は王子鉱業（当時）鹿越鉱業所、本線に沿って左下の積込設備へ向かうのが日鉄鉱業東鹿越鉱業所の専用線で、途中にも積込設備を有している。当駅構内の島式ホームの幾寅側が切欠き状に延長されているが、現在では延長部は撤去されている。

現在の南富良野町では、幾寅へ鉄道が開通して間もない明治30年代末ごろから、石灰石の採掘が行われており、1908年（明治41年）には現在の東鹿越駅付近で王子製紙（以下、王子）による鉱山経営が始まった。この王子の鉱山から産した石灰石の出荷は、1924年（大正13年）に完成した馬車軌道（のちにガソリン機関車や蒸気機関車も使用）によって運搬し、隣駅の鹿越駅から発送していた。しかし、1941年（昭和16年）の太平洋戦争開戦により、特に製鉄用としての石灰石の増産命令が政府から出されたことを受け、同年には石灰石発送のための専用線と、それを分岐する信号場を根室本線上に設置することとなった。これが当駅の起源である東鹿越信号場である。ここで産された石灰石は日本製鐵（初代、現在の日本製鉄の前身のひとつ）輪西製鉄所（現：日鉄北日本製鉄所室蘭地区）で使用され、1943年（昭和18年）には鉱山の経営も王子から日鉄傘下企業の日鉄鉱業に移っている。
東鹿越信号場は、その後仮乗降場として旅客の取り扱いも行うようになったが、日鉄鉱業の鉱山開発・発展に伴う乗降人員の増加により、仮乗降場としての取り扱いでは支障をきたすようになり、日鉄鉱業、北海道農材工業、地元住民の運動により、1946年（昭和21年）には正規の駅となった。それに際して日鉄鉱業は、駅舎・ホーム・宿舎を建設し、国鉄に提供している。
その後石灰石は、製鉄のほか製糖、パルプ製造向けに発送が続いたが、1997年（平成9年）に釧網本線中斜里駅に隣接したホクレン農業協同組合連合会（以下、ホクレン）中斜里製糖工場向けの貨物列車が終了し、旅客列車のみの発着となった。
2016年（平成28年）には利用客僅少により廃止の検討がされていたが、同年8月31日に発生した台風10号による被災のため、根室本線は当駅 - 上落合信号場（ - 新得駅）間で鉄道運行を休止し、当駅は代行バスと列車の乗り継ぎ拠点となったため存続していた。しかし新得方面はその後も復旧のめどが立つことなく、2024年（令和6年）4月1日の富良野駅 - 新得駅間の鉄道営業廃止に伴い当駅は路線と共に廃駅となった。

### 年表
- 1941年（昭和16年）12月29日：国有鉄道の東鹿越信号場として鹿越駅 - 幾寅駅間に新設[4]。当信号場自体は貨物を扱わず、接続する専用線発着貨物に限って取り扱いを開始[1]。その後時期不詳であるが、仮乗降場として旅客の扱いも開始する[4]。
  - この時、貨物については運賃計算上、鹿越駅発着として営業キロを計算した[7]。
- 1946年（昭和21年）3月1日：一般駅に昇格し、東鹿越駅となる[5]。
- 1949年（昭和24年）
  - 6月1日：公共企業体日本国有鉄道（国鉄）に移管。
  - 12月1日：当駅含む布部駅 - 新得駅間の管轄を旭川鉄道管理局管轄から釧路鉄道管理局管轄とする[8]。
- 1959年（昭和34年）10月：専用線に貯鉱槽を新設し、貨車積みを効率化[3]。
- 1966年（昭和41年）9月29日：金山ダム建設進捗に伴い、水没予定となる金山駅 - 当駅間が新線に移行。新線上に新設の鹿越信号場（旧線鹿越駅の移転扱い）の分岐器の操作を当駅から実施するようになる[9]。
- 1968年（昭和43年）2月2日：同日、下り貨物465列車が機関士の居眠りにより当駅の安全側線に突入し、機関車と貨車が脱線、うち9両転覆[8]。
- 1982年（昭和57年）11月15日：荷物、専用線発着を除く車扱貨物の取り扱いを終了[10]。
- 1987年（昭和62年）4月1日：国鉄分割民営化に伴い、北海道旅客鉄道（JR北海道）並びに日本貨物鉄道（JR貨物）の駅となる[1]。
- 1994年（平成6年）4月1日：次の通り変更。
  - 釧路支社と本社鉄道事業本部の境界を布部駅の富良野駅方（施設キロ 61km 000 m地点）から上落合信号場手前（施設キロ114 km 700 m地点）に変更し、当駅の管轄を本社鉄道事業本部に移管[11]。
  - ペリカン便取次業務を廃止[11]。
- 1997年（平成9年）3月22日：当駅に停車する貨物列車が運行終了。同時に完全無人化。
- 2016年（平成28年）
  - 6月上旬：JR北海道が当駅と島ノ下駅（富良野市）を、2017年（平成29年）3月のダイヤ改正に合わせて廃止する意向を地元に伝える[新聞 1]。
  - 8月31日：台風10号による降雨災害の影響で当駅を含む根室本線の富良野駅 - 音別駅間が不通となる。
  - 10月17日：富良野駅 - 当駅間が復旧[JR北 1]。同時に、当駅 - 落合駅間で代行バスの運行を開始[JR北 1]。
- 2017年（平成29年）3月28日：代行バスを当駅 - 落合駅・新得駅の運行とする[JR北 3]。
- 2024年（令和6年）4月1日：富良野駅 - 新得駅間の廃止に伴い廃駅[6][JR北 2]。

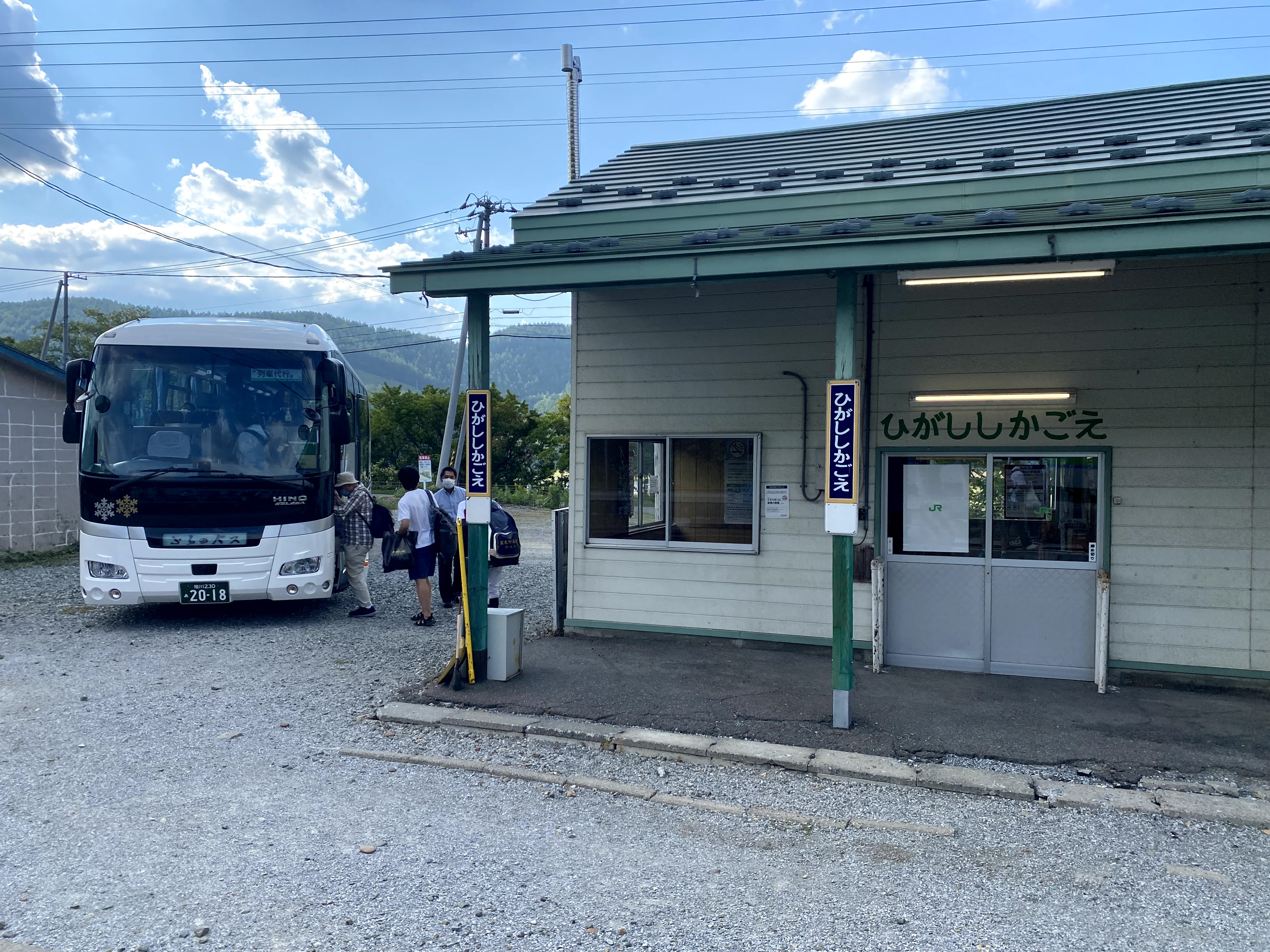
駅前に停車する列車代行バス（2021年9月）

### 駅名の由来
かつての隣駅であった鹿越駅の東方に所在するため。

## 駅構造
廃止時点では島式ホーム1面2線と木造駅舎を有する地上駅であった。跨線橋はなく、駅舎とホームは構内踏切で連絡していた。無人駅であった。ホーム上には「石灰石」と書かれた大きな岩がある。

### のりば
| 番線 | 路線      | 方向           | 行先             | 備考           |
| ---- | --------- | -------------- | ---------------- | -------------- |
| 1    | ■根室本線 | （使用停止中） | （使用停止中）   | （使用停止中） |
| 2    | ■根室本線 | 上り           | 富良野・滝川方面 |                |
| 2    | ■根室本線 | 下り           | 新得方面         | 使用停止中     |

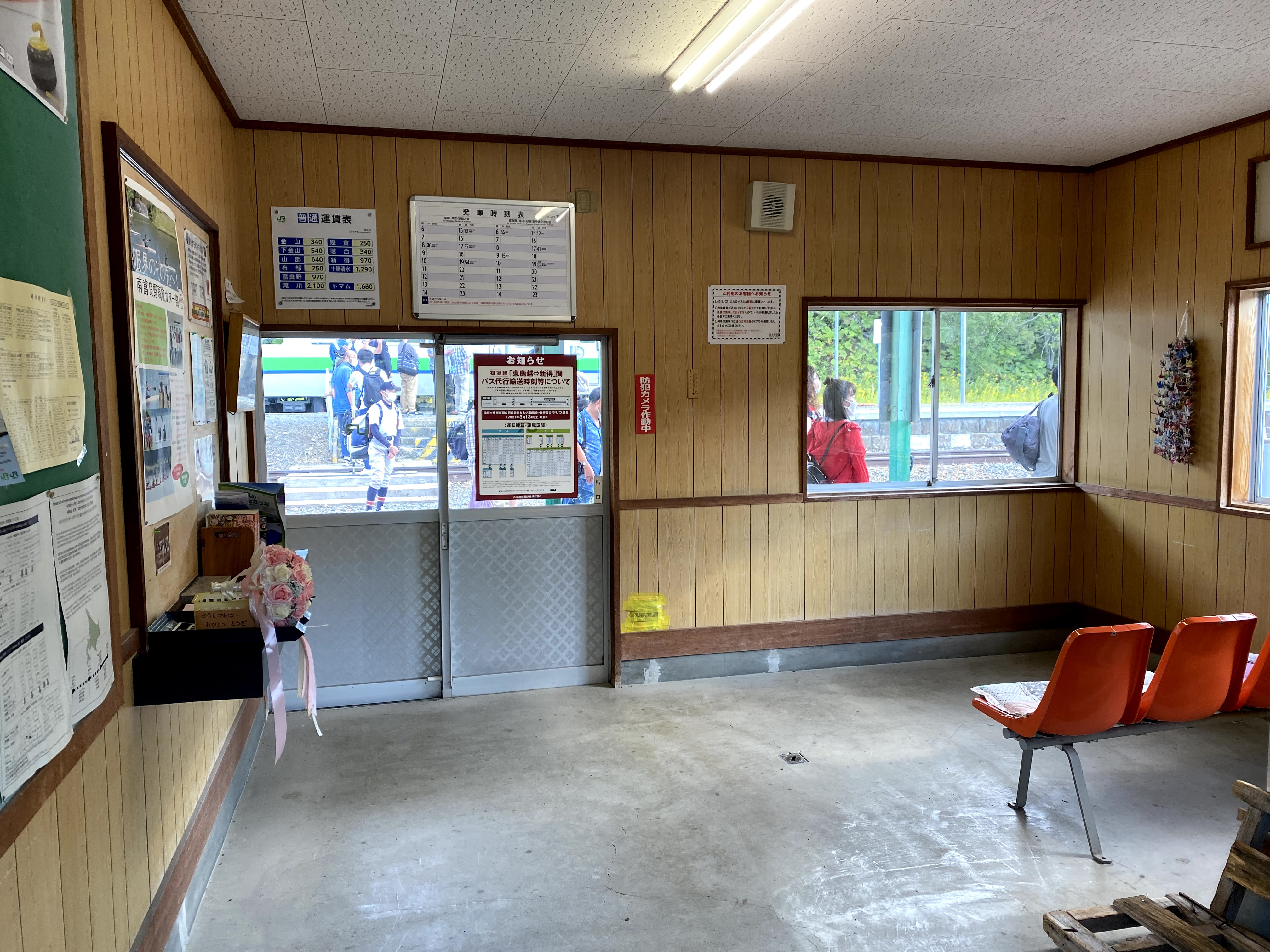
待合室（2021年9月）
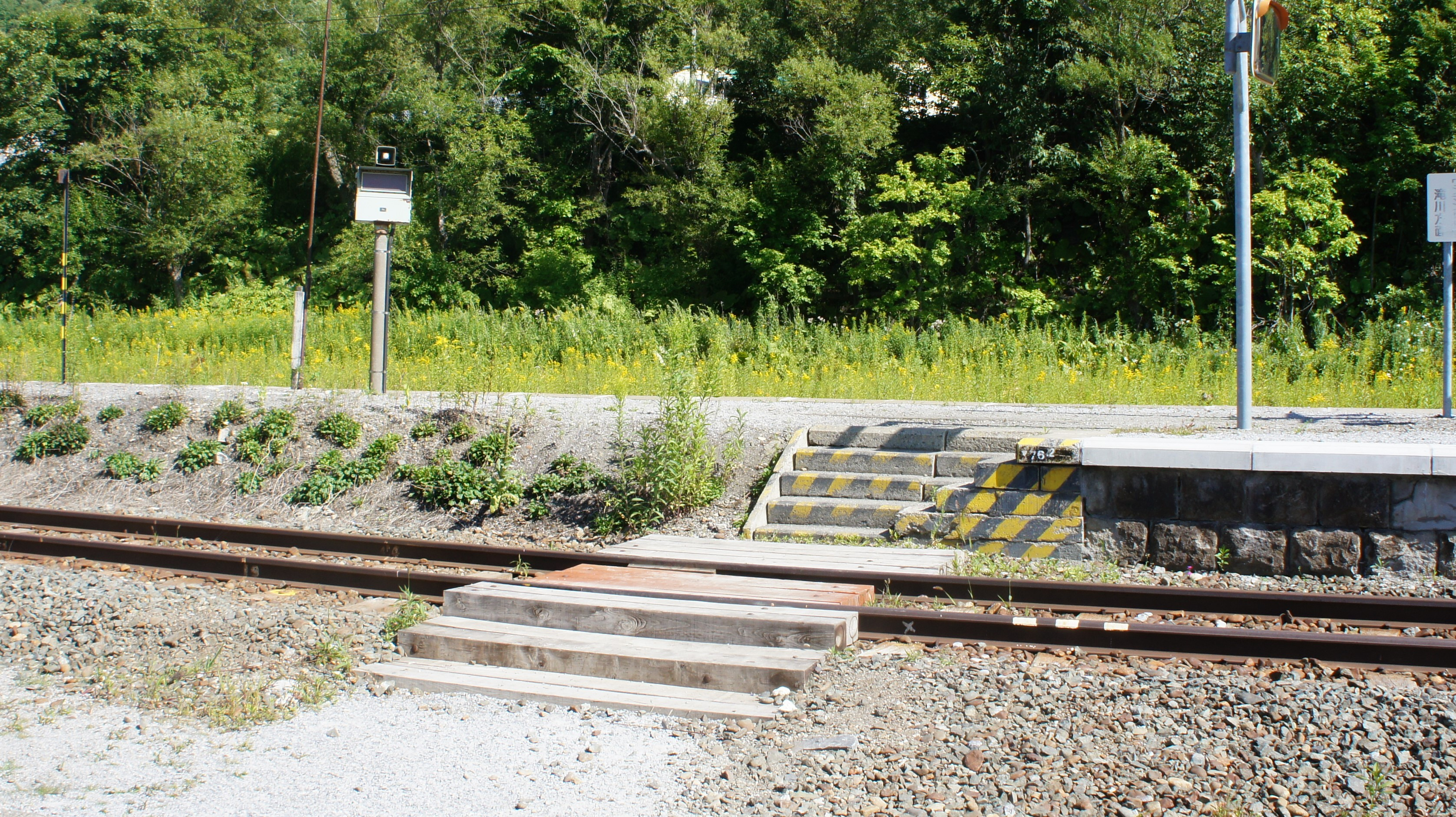
構内踏切（2017年8月）
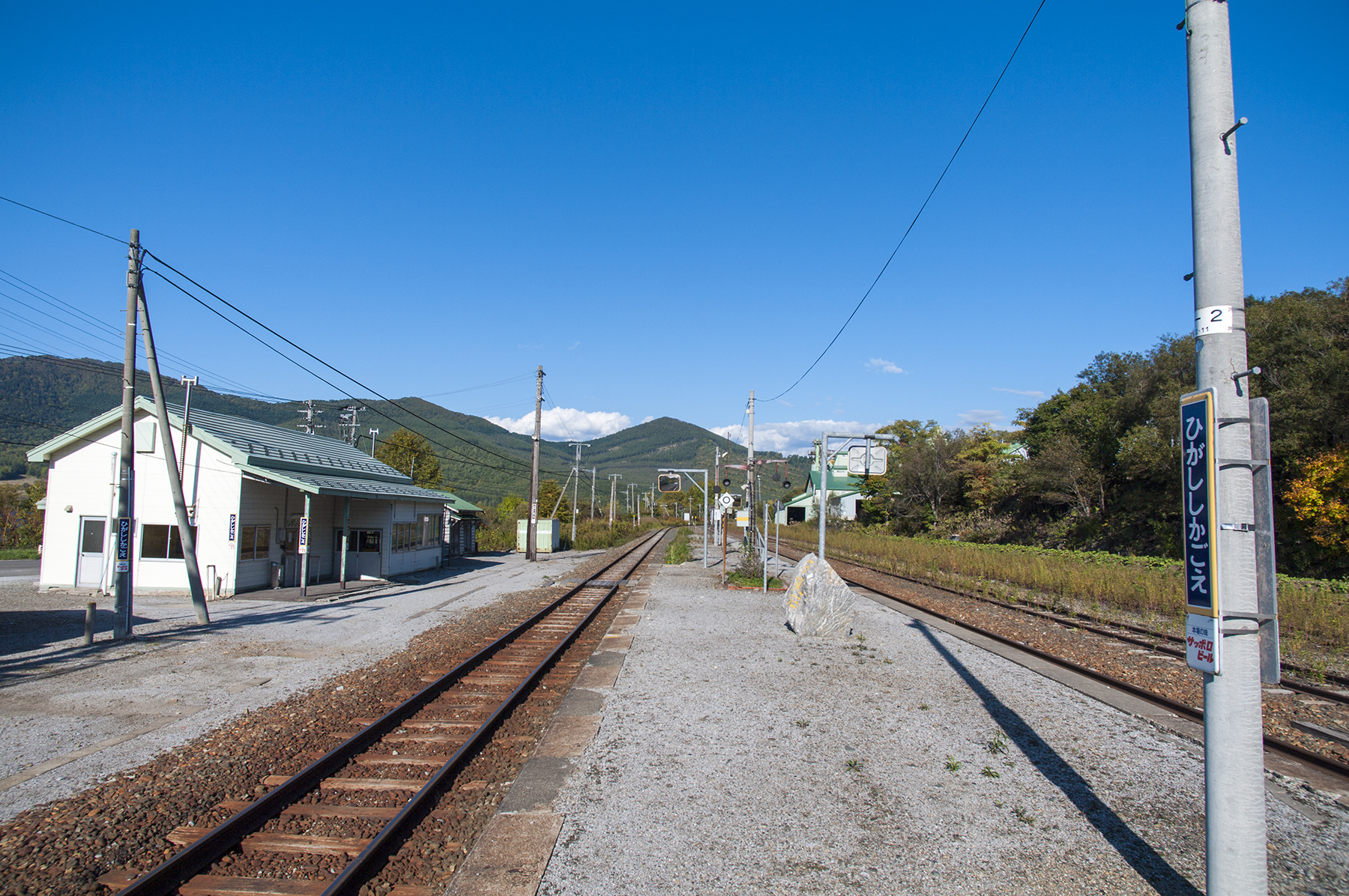
ホーム（2012年10月）

## 貨物取扱
JR貨物の駅は車扱貨物の臨時取扱駅（事実上の休止駅）となっていた。
前述したように、当駅の設置理由であった日鉄鉱業東鹿越鉱業所へ続く専用線が接続していたが、1997年（平成9年）3月に釧網本線中斜里駅で接続するホクレン中斜里製糖工場向けの1日1往復（末期の本数）の石灰石輸送列車が廃止されて以降、貨物列車の発着はなく、そのまま2024年（令和6年）4月1日付けで廃駅となった。

## 利用状況

### 旅客
乗車人員の推移は以下のとおりであった。年間の値のみ判明している年については、当該年度の日数で除した値を括弧書きで1日平均欄に示す。乗降人員のみが判明している場合は、1/2した値を括弧書きで記した。
また、「JR調査」については、当該の年度を最終年とする過去5年間の各調査日における平均である。
| 年度               | 乗車人員 | 乗車人員 | 乗車人員 | 出典        | 備考                                                    |
| 年度               | 年間     | 1日平均  | JR調査   | 出典        | 備考                                                    |
| ------------------ | -------- | -------- | -------- | ----------- | ------------------------------------------------------- |
| 1946年（昭和21年） | 118,000  | (323.3)  |          | [ 4 ]       | 年度替わり直前の1946年（昭和21年）3月1日に一般駅化      |
| 1955年（昭和30年） | 126,000  | (345,2)  |          | [ 4 ]       |                                                         |
| 1992年（平成04年） |          | (68.0)   |          | [ 12 ]      | 1日平均乗降客数136人                                    |
| 2012年（平成24年） |          | 1        |          | [ JR北 4 ]  | 以下、1日平均はJR北海道の同年の特定の平日の調査日の数値 |
| 2013年（平成25年） |          | 0        |          | [ JR北 4 ]  |                                                         |
| 2014年（平成26年） |          | 0        |          | [ JR北 4 ]  |                                                         |
| 2015年（平成27年） |          | 1        |          | [ JR北 4 ]  |                                                         |
| 2016年（平成28年） |          | 49       | 10.2     | [ JR北 4 ]  | 同年度から東鹿越 - 新得間被災によりバス代行             |
| 2017年（平成29年） |          | 57       | 21.4     | [ JR北 5 ]  |                                                         |
| 2018年（平成30年） |          | 44       | 30.2     | [ JR北 6 ]  |                                                         |
| 2019年（令和元年） |          | 45       | 39.2     | [ JR北 7 ]  |                                                         |
| 2020年（令和02年） |          | 45       | 48.0     | [ JR北 8 ]  |                                                         |
| 2021年（令和03年） |          | 38       | 45.8     | [ JR北 9 ]  |                                                         |
| 2022年（令和04年） |          | 24       | 39.2     | [ JR北 10 ] |                                                         |
| 2023年（令和05年） |          | 41       | 38.6     | [ JR北 11 ] | 営業最終年度                                            |

### 貨物
当駅発の石灰石発送トン数は以下の通りであった。
| 年度               | 年間発送トン数（t） | 出典  | 備考                                               |
| ------------------ | ------------------- | ----- | -------------------------------------------------- |
| 1942年（昭和17年） | 105,000             | [ 4 ] | 前年度に専用線を接続する信号場として新設。         |
| 1946年（昭和21年） | 59,000              | [ 4 ] | 年度替わり直前の1946年（昭和21年）3月1日に一般駅化 |
| 1955年（昭和30年） | 197,000             | [ 4 ] |                                                    |

## 駅周辺
設置の経緯からもともと駅前には集落がなく、駅背後の日鉄鉱業鉱業所に附随して住宅街があるのみであった。
また、駅と石灰石鉱山は空知川が作り出した谷の中腹に設けられていたが、後年金山ダム建設によって空知川の水位が上昇し、駅前は人造湖のかなやま湖となっている。
このほか、駅から谷を下った空知川のほとりには農村もあったが、かなやま湖に没している。
- かなやま湖
- 日鉄鉱業東鹿越鉱業所
- 王子木材緑化鹿越鉱業所
- 南富良野町営循環バス「東鹿越駅前」停留所

## 隣の駅
北海道旅客鉄道（JR北海道）
■根室本線（当駅廃止時点）
金山駅 - *鹿越仮乗降場 - 東鹿越駅 (T35) - 幾寅駅 (T36)
*:打消線は廃駅